# 三笠町 (台灣)
三笠町為臺灣日治時期臺北市之地名，在昭和町之東，範圍約為今臺北市大安區和平東路二段及瑞安街交會處一帶。該區域在日治時代晚期由民間營造商營建日式住宅群及住宅團地而發展成的新興住宅區，此地有戰沒者遺族住宅。